# 존스 홉킨스 블룸버그 공중보건대학
존스 홉킨스 블룸버그 공중보건대학(Johns Hopkins Bloomberg School of Public Health, JHSPH)는 메릴랜드주 볼티모어에 위치한 존스 홉킨스 대학교 소속의 공중보건대학이다. 세계 최고(最古)이자 최대규모의 공중보건 시설을 가지고 있다. 블룸버그 스쿨은 건강발전 추진과 여러 병의 방지를 위해 끊임없는 연구를 하고 있다. U.S. News & World Report는 본 공중보건대학을 미국에서 1위로 선정했다.

## 명성과 랭킹
블룸버그 스쿨은 529명의 풀타임 교수진, 623명의 파트타임 교수진, 86개국으로부터 온 2,056명의 학생들을 포함해 세계 최대의 공중보건대학으로 유명하다. 50개 이상의 연구센터와 인스티튜드들이 위치하고 있다. 미 국립보건원의 연방연구기금 순위 1위 대학이며, 이는 전미 40개 공공보건대학들에 제공되는 연구자금의 약 25%를 차지한다. 또한 U.S. News & World Report는 블룸버그 스쿨을 전미 1위 공중보건대학으로 선정하기도 하였다.

## 같이 보기
- 존스 홉킨스 대학교
- 존스 홉킨스 의과대학
- 존스 홉킨스 간호대학